# Cremastus prolatus
Cremastus prolatus là một loài tò vò trong họ Ichneumonidae.